# Andrea Vendrame
Andrea Vendrame (* 20. července 1994) je italský profesionální silniční cyklista jezdící za UCI WorldTeam Decathlon–AG2R La Mondiale.

## Hlavní výsledky
2014
10. místo Gran Premio della Liberazione
10. místo Trofeo Città di San Vendemiano
2015
vítěz Giro del Belvedere
5. místo Gran Premio della Liberazione
5. místo Giro del Medio Brenta
10. místo GP Capodarco
2016
2. místo Ruota d'Oro
2. místo Piccolo Giro di Lombardia
Mistrovství Evropy
 3. místo silniční závod do 23 let
4. místo Coppa Sabatini
5. místo Giro del Belvedere
8. místo Gran Premio di Poggiana
2017
Čtyři dny v Dunkerku
 vítěz vrchařské soutěže
Boucles de la Mayenne
4. místo celkově
5. místo Gran Premio di Lugano
Tour de Bretagne
6. místo celkově
vítěz 7. etapy
7. místo Classic Loire Atlantique
2018
3. místo Paříž–Camembert
4. místo La Roue Tourangelle
Circuit de la Sarthe
6. místo celkově
9. místo Gran Premio di Lugano
2019
vítěz Tro-Bro Léon
2. místo Tour du Finistère
3. místo GP Industria & Artigianato di Larciano
4. místo Tre Valli Varesine
Národní šampionát
5. místo silniční závod
Kolem Slovinska
5. místo celkově
5. místo Grosser Preis des Kantons Aargau
7. místo Giro della Toscana
8. místo Giro dell'Appennino
Circuit de la Sarthe
9. místo celkově
vítěz 4. etapy
9. místo Coppa Sabatini
10. místo Paříž–Camembert
2020
Národní šampionát
4. místo silniční závod
4. místo Paříž–Camembert
4. místo Trofeo Laigueglia
Tour de Wallonie
6. místo celkově
8. místo Race Torquay
2021
Giro d'Italia
vítěz 12. etapy
Route d'Occitanie
 vítěz bodovací soutěže
vítěz 1. etapy
2. místo Classic Grand Besançon Doubs
8. místo Trofeo Laigueglia
10. místo Tour du Jura
2022
5. místo GP Industria & Artigianato di Larciano
5. místo GP Miguel Indurain
6. místo Milán–Turín
9. místo Coppa Bernocchi
2023
2. místo Trofeo Laigueglia
3. místo Muscat Classic
4. místo Veneto Classic
5. místo Clàssica Comunitat Valenciana 1969
8. místo Milán–Turín
Vuelta a España
lídr  po 3. etapě
2024
Giro d'Italia
vítěz 19. etapy

### Výsledky na Grand Tours
| Grand Tour      | 2018 | 2019 | 2020 | 2021 | 2022 | 2023 | 2024 |
| --------------- | ---- | ---- | ---- | ---- | ---- | ---- | ---- |
| Giro d'Italia   | 90   | 55   | 50   | 50   | 55   | DNF  | 46   |
| Tour de France  | —    | —    | —    | —    | —    | —    |      |
| Vuelta a España | —    | —    | —    | —    | DNF  | 95   |      |

| —   | Nezúčastnil se |
| DNF | Nedokončil     |